# Spirillum
Genre
Les Spirillum ou spirilles forment un genre de bactéries appartenant au groupe des Betaproteobacteria. Ces bactéries sont des aérobies stricts ou microaérophiles. Elles ont une forme de spirale et sont mobiles grâce à des flagelles à leurs pôles. Les spirilles, qui peuvent être pathogènes, sont rencontrées dans les eaux douces stagnantes (étangs, lacs) et les eaux usées mais sont également souvent présentes dans le sol. Les maladies que ces bactéries sont susceptibles de provoquer sont les spirilloses.

## Description
Un spirille est un micro-organisme mobile en forme de filament ondulé ou contourné en spirale. Ses extrémités sont parfois pourvues de flagelles ou cils vibratiles.

## Liste sous-taxons
- Spirillum agilissimum
- Spirillum alcaligenum
- Spirillum amphibolum
- Spirillum amyliferum
- Spirillum anceps
- Spirillum anodontae
- Spirillum anserum
- Spirillum anulus
- Spirillum areum
- Spirillum atlanticum
- Spirillum attenuatum
- Spirillum balbianii
- Spirillum bataviae
- Spirillum beijerinckii
- Spirillum bipunctatum
- Spirillum buccale
- Spirillum cardiopyrogenes
- Spirillum carteri
- Spirillum chlerae
- Spirillum cohni
- Spirillum colossus
- Spirillum concentricum

### Pages connexes
- bacille
- cocci

## Sources externes
- (fr + en) ITIS : Spirillum
- (en) NCBI : Spirillum (taxons inclus)